# مشهدی براگجر
مشهدی براگجر، روستایی از توابع بخش معمولان شهرستان پلدختر در استان لرستان ایران است.

## جمعیت
این روستا در دهستان معمولان قرار دارد و براساس سرشماری مرکز آمار ایران در سال ۱۳۸۵، جمعیت آن ۱۵ نفر (۴خانوار) بوده‌است.